# Michiel Scheltema
Michiel Scheltema (Den Haag, 6 juni 1939) is een Nederlands jurist, hoogleraar en voormalig politicus. Hij is deskundige op het gebied van het staatsrecht en het bestuursrecht en geldt als geestelijk vader van de Algemene wet bestuursrecht. Hij was staatssecretaris van Justitie in het kabinet-Van Agt II en het kabinet-Van Agt III, namens D66.
Scheltema studeerde rechten aan de Universiteit Leiden van 1957 tot 1964 en daarna nog een jaar aan de Harvard-universiteit. Na zijn afstuderen werd hij wetgevingsambtenaar bij het ministerie van Justitie. In 1972 werd hij benoemd tot hoogleraar staats- en bestuursrecht aan de Rijksuniversiteit Groningen. Tevens was hij lid van de Wetenschappelijke Raad voor het Regeringsbeleid (WRR). Van 1998 tot 2004 was hij voorzitter van de WRR. Als staatsrechtgeleerde bedacht hij in de jaren zeventig het begrip Zelfstandig bestuursorgaan. Sinds 1982 is hij lid van de Koninklijke Nederlandse Akademie van Wetenschappen.
In 1983 werd Scheltema benoemd tot regeringscommissaris voor de algemene regels van bestuursrecht; uit zijn werk in deze functie kwam uiteindelijk de Algemene wet bestuursrecht voort. Onder zijn voorzitterschap heeft de Stuurgroep "Nadeelcompensatie en de schadevergoeding bij onrechtmatige overheidsdaad" in 2007 een wetsvoorstel gemaakt waarin nieuwe regels staan voor twee onderwerpen uit het overheidsaansprakelijkheidsrecht, namelijk de zogeheten nadeelcompensatie en de schadevergoeding bij onrechtmatige overheidsdaad.
Scheltema was voorzitter van de commissie die de gang van zaken naar aanleiding van het faillissement van DSB Bank onderzocht.
In 1995 ontving Scheltema een eredoctoraat van de Universiteit Leiden.
Scheltema is telg uit het geslacht Scheltema en was gehuwd met de juriste en D66-politica Olga Scheltema-de Nie (1939-2023), met wie hij drie kinderen heeft.
- Gemeinsame Normdatei: 1055756957
- International Standard Name Identifier: 0000 0000 2105 1836
- Library of Congress Control Number: n78093974
- NARCIS: PRS1240236
- Nederlandse Thesaurus van Auteursnamen: 070887284
- Parlement.com: vg09lln9o3zq
- Virtual International Authority File: 35721182
- WorldCat: E39PBJgRTGMyJHKgHvKgFCdqQq